# American/English
American/English는 Higher Octave Music에서 발매된 어쿠스틱 알케미의 14번째 앨범이며, 11개의 음악이 들어있고 가장 짧은 시간에 만들어낸 음악이다.
이 앨범은 영국 가수 겸 작곡가인 'Craig David'가 주목한, 힙합풍의 싱글 "Say Yeah"로 먼저 알려졌다.
다른 주목할 것은 "The Detroit Shuffle"이 Blue Chip에 수록되어있는 "Catalina Kiss"와 닮았다는 점이다. 이 트랙은 떨리는 멜로디와 리듬을 교묘히 섞은 기악곡으로, 다시금 이 밴드의 1980년대 후반처럼 인기를 올리는 데 도움을 주었다. 
이 앨범은 Electronic & Music Industries Ltd. (EMI)의 불법 복제와 녹음을 막기 위한 복사 방지기술이 처음 도입된 앨범이다. 프로모션 앨범에는 어떤 복사방지 기술도 적용되지 않으나, FBI의 단속을 받는다.

## 트랙 목록
| #  | 제목                          | 작사자                       | 길이 |
| -- | ----------------------------- | ---------------------------- | ---- |
| 1  | "The Crossing"                | Carmichael/Gilderdale        | 4:42 |
| 2  | "Say Yeah"                    | Carmichael/Gilderdale        | 3:39 |
| 3  | "So Kylie"                    | Carmichael/Gilderdale        | 4:22 |
| 4  | "Trinity"                     | Carmichael/Gilderdale        | 4:41 |
| 5  | "The Detroit Shuffle"         | Carmichael/Gilderdale        | 4:29 |
| 6  | "Cherry Hill"                 | Carmichael/Gilderdale        | 3:27 |
| 7  | "She Speaks American/English" | Carmichael/Gilderdale        | 4:44 |
| 8  | "Lilac Lane"                  | Carmichael/Gilderdale/Norton | 4:49 |
| 9  | "The 14 Carrot Café"          | Carmichael/Gilderdale/Norton | 4:09 |
| 10 | "Get Up (Levantar y Bailar)"  | Carmichael/Gilderdale        | 3:57 |
| 11 | "The Moon and the Sun"        | Carmichael/Gilderdale/White  | 5:39 |

## 싱글 음반
1. "Say Yeah"
2. "Trinity"